# Mangana-Palast

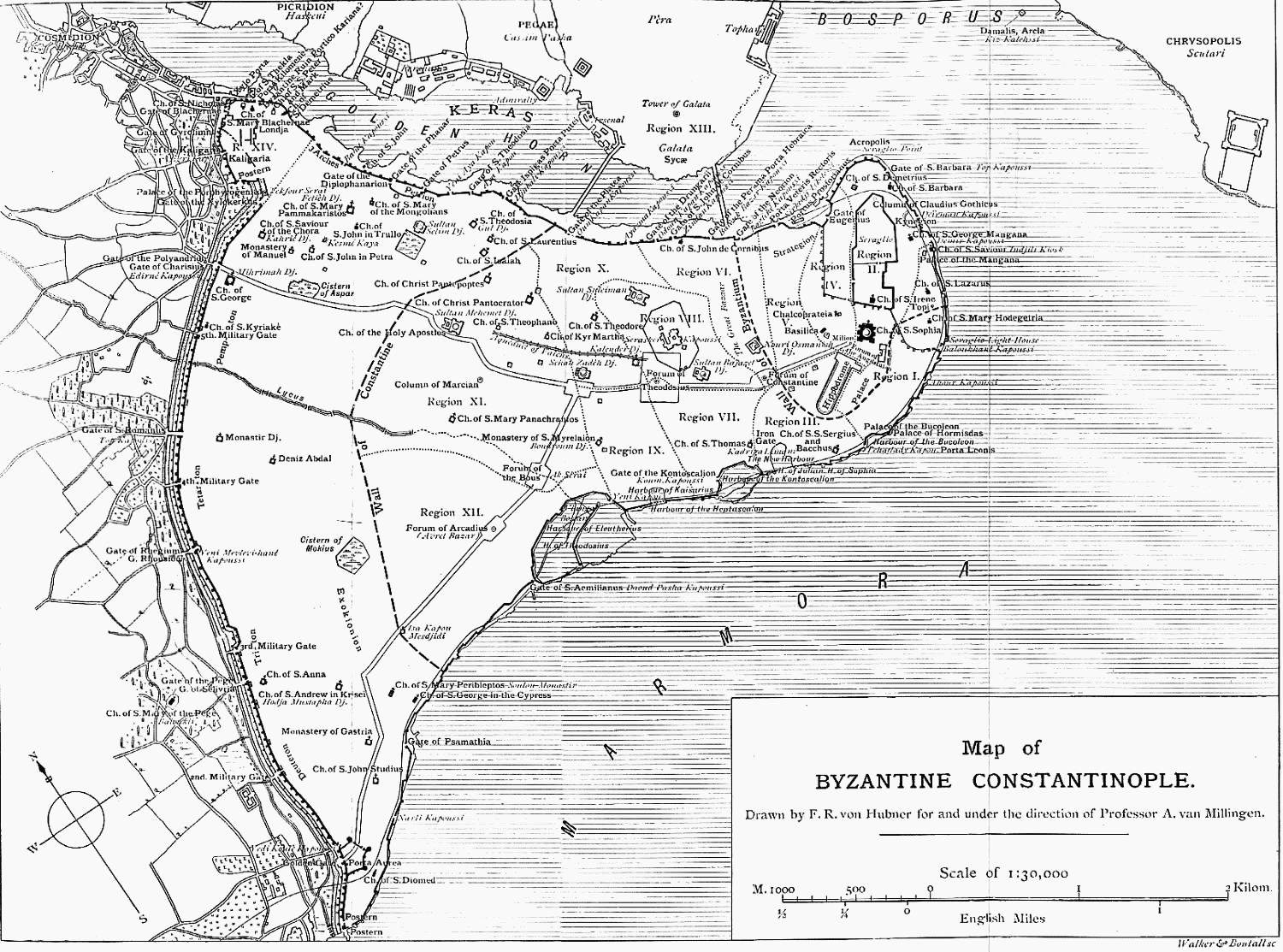
Stadtplan von Byzanz (nach von Hubner)

Der Mangana-Palast in Konstantinopel wurde nach den nahegelegenen Magazinen (Mangana) benannt. Diese Magazine, wie auch der sogenannte „Neue Trakt“ wurden von Kaiser Basileios I. (867–886) erbaut, nach Auskunft seines Biographen, des Kaisers Konstantin VII. (913–959), um hier Nahrungsmittel für die kaiserliche Tafel zu lagern und nicht die Steuern für seinen persönlichen Unterhalt zu verwenden und „auf Kosten anderer den Tisch zur Freude derer, die im Verlauf des ganzen Jahres von ihm geladen waren, decken [zu] lassen“.

## Teile des Palastes
Das Kloster St. Georg in Mangana wurde Mitte des 11. Jahrhunderts von Konstantin IX. Monomachos (1042–1054) als Erweiterung des Großen Palastes gegründet, wie in der Chronika des Theodoros Skutariotes und der Chronika des Michael Psellos berichtet wird. Der ausgedehnte Komplex lag auf drei Terrassen und war von einer Mauer eingefasst. Er enthielt auch ein Palastgebäude, einen Garten und ein Hospital. Das Gelände war mindestens 800 m lang, zwischen der Mauer des Topkapi-Palasts und der Seemauer gelegen. Große Zisternen lieferten Wasser für die Bewässerung des Gartens und die Bäder. Nach Michael Psellos änderte der Kaiser den Bauplan der St.-Georgs-Kirche dreimal, um sie noch prächtiger zu gestalten. Das Kloster besaß eine reiche Bibliothek.
Die Gärten des Mangana lagen oberhalb des Palastes und waren so groß, dass man die Umfassungsmauer nicht sah und man zu Pferd darin umherreiten konnte. Nach Psellos (Chronographia CLXXIII) ließ Konstantin, der sein Übermaß an Intelligenz gleichermaßen auf ernsthafte Zwecke und sein Amüsement verteilte, Erde mit den darauf wachsenden Pflanzen und Büschen sowie ganze Bäume samt ihren Früchten und Wurzeln aus den Bergen herbeibringen, um den Garten anzulegen. Der Kaiser wartete nicht die natürlichen Veränderungen und die Jahreszeiten ab, sondern schuf alles neu, wie der Schöpfer selber.
Konstantin IX. Monomachos wurde 1054 im Mangana bestattet.
Manuel I. Komnenos soll auf der Insel Kız Kulesı vor dem gegenüberliegenden Scutari einen Festungsturm errichtet haben, um den Bosporus mit einer Kette verschließen zu können. Das andere Ende der Kette sei an einem Turm des Mangana befestigt gewesen. Es wird allerdings nicht berichtet, wie die Kette an der Wasseroberfläche gehalten wurde. Während der Besetzung durch die Kreuzritter fand Johannes Mesarites im Mangana Zuflucht. Ab 1207 gehörte das Kloster den Lateinern, bis Michael VIII. Palaiologos (1261–1282) Konstantinopel zurückeroberte. Im 14. Jahrhundert erhielt der Abt des Mangana den Titel Protosynkellos und stand nur dem Abt des Studionklosters im Rang nach. Noch 1402 war das Kloster von Gärten umgeben, wie einer Beschreibung des spanischen Botschafters Ruy González de Clavijo zu entnehmen ist. Er beschreibt auch den vielfarbigen Fußboden der Kirche. Nach der Einnahme der Stadt durch die Osmanen 1453 wurde das St.-Georgs-Kloster geplündert und zerstört, Bauteile fanden in dem von Mehmed II. Fatih (1467) errichteten Serail Verwendung. Der Park wurde beibehalten und mit einigen Gebäuden versehen; in der östlichen Ecke entstand ein Zoo.
Der Bau einer Eisenbahn richtete schwere Schäden an und zerstörte die Apsis der St.-Georgs-Kirche.

## Wichtige Ereignisse, die hier stattfanden
- Als Kaiser Alexios I. am 15. August 1118 im Manganapalast im Sterben lag, brach sein Sohn Johannes mit Hilfe seiner Verwandten, besonders seines Bruders, des Sebastokrators Isaak, in das Kloster ein und stahl den kaiserlichen Siegelring von der Hand seines Vaters. Danach ritt er mit bewaffnetem Gefolge in den Großen Palast, wo ihn das Volk zum Kaiser ausrief. Damit war Nikephoros Bryennios, der Ehemann und Favorit der Kaisertochter Anna Komnena, ausgeschaltet.
- ca. 1184: Konstantinos Makrodukas und Andronikos Dukas, wegen Verletzung der kaiserlichen Majestät von Andronikos I. angeklagt, wurden gesteinigt und dem Manganapalast gegenüber gepfählt.
- Der Patriarch Johannes XI. Beccos (1275–1282), der für die Vereinigung der katholischen und der orthodoxen Kirche eintrat, fand eine Zeit lang im St.-Georgs-Kloster im Mangana Zuflucht.
- Der Patriarch Jesajas (1323–1334) wurde wegen seiner Beteiligung in dem Disput zwischen Andronikos II. und Andronikos III. in dem Kloster gefangengehalten.
- Der Kaiser Johannes Kantakuzenos (1347–1354) zog sich nach seiner Abdankung in das Kloster zurück und verfasste als Mönch Joasaph theologische und historische Schriften.
- Markos Eugenikos, der Metropolit von Ephesos wurde nach seinem Tod am 23. Juni 1444 hier bestattet.

## Forschungsgeschichte
Das Gelände wurde von 1921 bis 1922 von den französischen Archäologen Robert Demangel und Ernest Mamboury untersucht. Wegen einer Erweiterung der Eisenbahnlinie führte das archäologische Museum Istanbul 1976 Rettungsgrabungen durch. Bei der Restaurierung der Stadtmauern wurde auch das Gebiet des Mangana gesäubert und untersucht. Dabei fanden sich Bauteile der Polyeuktos-Kirche sowie Bauteile, die bereits von Demangel und Mamboury beschrieben worden waren.